# Joseph Erhardy
Joseph Erhardy, (n. 21 mai 1928, Welch⁠(d), Virginia de Vest, SUA – d. 1 mai 2012, Paris, Île-de-France, Franța) a fost un sculptor american.

## Biografie
Joseph Erhardy s-a născut în 1928 în Welch, West Virginia, sub numele de Josef Herzbrun. În 1949, în plină ascensiune a mișcării abstracte americane, a părăsit țara natală și s-a mutat la Florența, unde a studiat sculptura clasică la Accademia di Belle Arti. La Roma, a devenit asistentul lui Mirko Basaldella, care la rândul său fusese asistentul lui Arturo Martini, o influență majoră pentru Joseph Erhardy.
În ianuarie 1952, s-a stabilit la Paris, unde a locuit de atunci. După o perioadă în care a creat lucrări abstracte, la sfârșitul anilor '60 a revenit la sculptura figurativă. Din punct de vedere artistic, Joseph Erhardy se simte aproape de un grup internațional de prieteni – pictori și sculptori din generația sa – care trăiesc la Paris încă din anii 1950. Printre aceștia se numără Sam Szafran, Raymond Mason (sculptor), Roseline Granet, Philippe Roman și François Jousselin, care sunt afiliați cu Jean Clair, critic de artă și membru al Academiei Franceze.